# Време за мене
Време за мене (енгл. Me Time) амерички је хумористички филм из 2022. године, у режији и по сценарију Џона Хамбурга. Главне улоге глуме: Кевин Харт, Марк Волберг, Реџина Хол, Луис Херардо Мендес и Џими О. Јанг.
Приказан је 26. августа 2022. године, а добио је углавном негативне критике.

## Радња
Док је остатак породице одсутан, предани тата ужива у првим тренуцима само за себе након много година придруживши се пријатељу на лудој рођенданској пустоловини.

## Улоге
| Глумац                 | Улога          |
| ---------------------- | -------------- |
| Кевин Харт             | Сани Фишер     |
| Марк Волберг           | Хак Дембо      |
| Реџина Хол             | Маја Фишер     |
| Луис Херардо Мендес    | Армандо Завала |
| Џими О. Јанг           | Стен Берман    |
| Џон Ејмос              | Гил            |
| Ана Марија Хорсфорд    | Кони           |
| Ендру Сантино          | Алан Гелер     |
| Дебора Крејг           | Бетани         |
| Наоми Екперигин        | Џил            |
| Дру Друџ               | Комбовер Стју  |
| Илија Исорелис Паулино | Телма          |
| Тај Маури              | Кабир          |
| Карло Рота             | Алберто        |
| Че Тафари              | Дашијел Фишер  |
| Аменти Слеџ            | Ава Фишер      |
|                        | себе           |